# Meteor (Berlin)

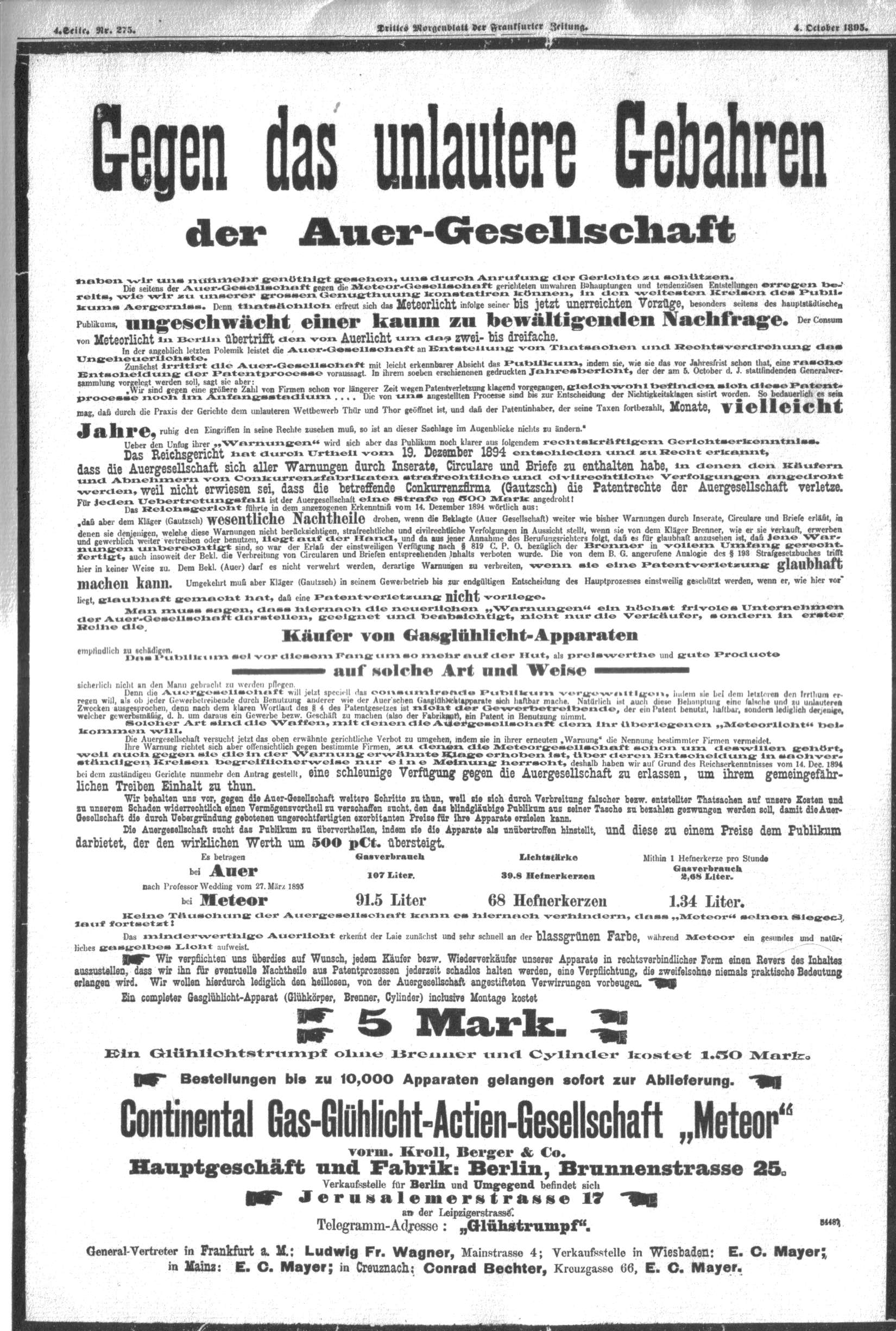
Annonce der Meteor AG in der Frankfurter Zeitung, Okt. 1895

Die Gas-Glühlicht-Actien-Gesellschaft „Meteor“ wurde 1894 von dem Deutschen namens Kroll, vormals Kroll, Berger & Co. gegründet und war in Berlin-Mitte, Brunnenstraße 25 ansässig. Kroll war Erfinder, der seine Gaslampen patentieren ließ und innerhalb weniger Jahre zum Marktführer wurde. Die Generalvertretung befand sich in Frankfurt (Main), weitere Verkaufsniederlassungen in Mainz, Wiesbaden und Bad Kreuznach. Einer der besonderen Vorzüge seiner Konstruktionen war der fortschrittliche Hitzeschutz, der verhinderte, dass der Vorratsbehälter überhitzen und in Brand geraten konnte.
Am 4. Oktober 1895 erschien im „Dritten Morgenblatt der Frankfurter Zeitung“ eine ganzseitige Anzeige der Meteor „Gegen das unlautere Gebahren der Auer-Gesellschaft“, die, so der kleinzeilige Text, selbst massive Patentverletzungen an der Meteor AG begangen hatte, aber offensichtlich durch eigene Anzeigen versuchte, den Ruf der Meteor AG erheblich zu schädigen. Im unteren Drittel der Annonce wurde ein Modell der Auer-Gesellschaft mit einem eigenen Fabrikat verglichen und festgestellt: „Die Auergesellschaft sucht das Publikum zu übervortheilen, indem sie die Apparate als unübertroffen hinstellt, und diese zu einem Preise dem Publikum darbietet, der den wirklichen Werth um 500 pCt. übersteigt.“ Die Rivalität der beiden Firmen lässt einen Wirtschaftskrimi vermuten.
Die Firma hatte nicht lange Bestand, hieß es doch in „Bekanntes und Unbekanntes von der Lampe“ aus dem Jahre 1911: „… Petroleumglühlich-Lampe, welche von der längst dahingegangenen Continental Gasglühlicht-Gesellschaft Meteor vor ca. 15 Jahren in den Handel gebracht wurde, …“

## Belege
1. ↑  home.planet.nl (Memento vom 16. Juni 2008 im Internet Archive)